# Leopold Adametz
Leopold Adametz (11 de novembro de 1861, Valtice, República Checa - 27 de janeiro de 1941, Viena) foi um botânico, zoólogo e biólogo austríaco.
Realizou diversas pesquisas nos campos da criação de animais e na teoria da herança. Desenvolveu junto com C. Kronacher a moderna teoria da reprodução animal.
Foi professor desde 1898 até 1932 na Universidade de Agronomia em Viena.